# بلبرنز
بلبرنز (به انگلیسی: Bellburns) یک منطقهٔ مسکونی در کانادا است که در نیوفاندلند و لابرادور واقع شده‌است. بلبرنز ۶۲ نفر جمعیت دارد.